# غونتر هاينريش فون بيرغ
غونتر هاينريش فون بيرغ (بالألمانية: Günther von Berg )‏ (و. 1765 – 1843 م) هو مؤلف، وأستاذ جامعي، وكاتب، وسياسي ألماني، ولد في شفايغرن، توفي في أولدنبورغ، عن عمر يناهز 78 عاماً.

## مناصب
تولى منصب وزير.